# 酒井卯作
酒井 卯作（さかい うさく、1925年 - 2023年12月1日）は、日本の民俗学者。

## 来歴
長崎県西彼杵郡西海町（現・西海市）に生まれる。1944年大日本帝国陸軍に入隊したが、翌年8月の敗戦で復員する。1950年坪井洋文とともに民俗学研究所の研究員となり、柳田国男と出会う。南島研究会や稲作史研究会などの旅で、柳田のカバン持ちとして同行、薫陶を受ける。1987年『琉球列島における死霊構造』で第28回柳田賞受賞。南島研究会主宰。
2023年12月に死去した。

## 著書
- 『稲の祭』(民俗・民芸双書) 岩崎書店、1958年
- 『陽気なニッポン人 — 民俗学のすすめ』新風土社、1965年
- 『琉球列島における死霊祭祀の構造』第一書房、1987年
- 『琉球列島民俗語彙』編著. 第一書房、2002年
- 『稲の祭と田の神さま 失われゆく田んぼの歳時記 全国版』戎光祥出版、2004年
- 『柳田国男と琉球 『海南小記』をよむ』森話社、2010年
- 『国境27度線』海風社〈南島叢書〉、2019年

### 編纂
- 柳田国男『南島旅行見聞記』森話社、2009年

## 論文
- <酒井卯作